# Bulahdelah
Bulahdelah är en ort i Australien. Den ligger i kommunen Great Lakes och delstaten New South Wales, i den sydöstra delen av landet, omkring 190 kilometer nordost om delstatshuvudstaden Sydney. Antalet invånare är 1 595.
Runt Bulahdelah är det glesbefolkat, med 9 invånare per kvadratkilometer.. Det finns inga andra samhällen i närheten. 
I omgivningarna runt Bulahdelah växer i huvudsak städsegrön lövskog. Genomsnittlig årsnederbörd är 1 554 millimeter. Den regnigaste månaden är februari, med i genomsnitt 287 mm nederbörd, och den torraste är oktober, med 44 mm nederbörd.